# Элизабет Суонн
Элизабет Суонн (англ. Elizabeth Swann), после замужества Элизабет Тёрнер (англ. Elizabeth Turner) — главный женский персонаж из цикла фильмов «Пираты Карибского моря». Роль исполнила английская актриса Кира Найтли. Элизабет Суонн появляется в четырёх фильмах франшизы: «Пираты Карибского моря: Проклятие Чёрной жемчужины» (2003), «Пираты Карибского моря: Сундук мертвеца» (2006), «Пираты Карибского моря: На краю света» (2007) и «Пираты Карибского моря: Мертвецы не рассказывают сказки» (2017).

## Биография

### «Пираты Карибского моря: Проклятие Чёрной жемчужины»
В фильме «Пираты Карибского моря: Проклятие Чёрной жемчужины» Элизабет появляется впервые как дочь губернатора английской колонии Порт-Ройял Уитерби Суонна. Она окружена роскошью и богатством, ведет спокойную и беззаботную светскую жизнь, от которой порядочно устала. В раннем детстве находит маленького Уилла Тёрнера (Орландо Блум) во время кораблекрушения, на шее которого висел пиратский амулет, который Элизабет сохраняет и прячет у себя, чтобы мальчика не посчитали пиратом. Спустя десять лет отец Элизабет хочет обручить её с командором Норингтоном (Джек Дэвенпорт), однако она влюбляется в того же Уилла Тёрнера, который стал простым кузнецом в Порт-Ройяле. В 20 лет Элизабет похищают пираты судна «Чёрная жемчужина», напавшего на Порт-Ройял. Капитан корабля Гектор Барбосса (Джеффри Раш) соглашается прекратить грабёж города в обмен на амулет Элизабет. Девушка называется фамилией Тёрнер, не зная того, что пираты много лет ищут потомка Прихлопа Билла Тёрнера, чтобы снять с себя проклятие золота ацтеков (любой, кто прикоснётся к сокровищам, станет бессмертным, но перестанет получать удовольствие от жизни). Уилл Тёрнер объединяется с капитаном пиратов Джеком Воробьём (Джонни Депп), что бы спасти её. Барбосса пытается снять проклятие с помощью крови Элизабет, но так как она не является потомком Прихлопа, это ему не удаётся. Уилл и Джек спасают Элизабет, но скоро все они попадают в плен к Барбоссе. Впоследствии он высаживает её и Джека Воробья на необитаемый остров. Элизабет спаивает капитана и устраивает огромный костёр, используя запасы спиртного, обнаруженные Джеком во время своего прошлого пребывания на этом острове. Таким образом ей удаётся привлечь внимание корабля командора Норингтона и высвободиться с острова. Элизабет убеждает его отправится спасать Уилла, которого Барбосса хочет использовать для снятия проклятья. Она сбегает с корабля Норингтона и вместе с Джеком Воробьём спасает Уилла. Позже она помогает Джеку Воробью избежать казни, которую учредил командор Норрингтон, и её отец одобряет брак с Уиллом Тёрнером.

### «Пираты Карибского моря: Сундук мертвеца»
События второй части франшизы («Пираты Карибского моря: Сундук мертвеца») рассказывают о том, как Элизабет и Уилла арестовали прямо перед свадьбой офицеры Ост-Индской кампании за помощь Капитану Джеку Воробью. Глава кампании - Лорд Катлер Беккет отправляет Тёрнера найти Джека и его компас, указывающий путь к самому желанному в обмен на свободу Элизабет. Тем временем её отец помогает ей сбежать, и девушка на торговом корабле отправляется в Тортугу, где находит спившегося Джеймса Норингтона и Джека Воробья. Они отправляются искать сундук с сердцем Дэйви Джонса — легендарного капитана Летучего Голландца, к которому Уилл Тёрнер (не без участия Воробья) попал в плен. С помощью компаса Джека троица находит сундук и встречает сбежавшего Тёрнера. Норингтон крадёт сердце, нужное лорду Беккету, надеясь вернуть своё имя, но никто этого не замечает. Команда Джека пытается уйти от преследующего их Дэйви Джонса. Элизабет подставляет Джека, пользуясь тем, что Джек в нее влюблен, соблазняет и отдаёт его на съедение Кракену, чтобы спасти от смерти остальную команду. Чтобы вернуть капитана Воробья в мир живых, она отправляется под руководством воскресшего (благодаря ведьме Тиа Дальме) капитана Барбоссы в царство мёртвых, в тайник Дэйви Джонса.

### «Пираты Карибского моря: На краю света»
В третьей части («Пираты Карибского моря: На краю света») Элизабет, Уилл и Барбосса, заручившись поддержкой пиратского барона Сяо Феня, спасают Джека из тайника Дэйви Джонса. Чтобы уйти от преследовавших их офицеров Ост-Индской кампании, герои разделяются. Элизабет становится пиратским бароном Южно-Китайского моря, вместо погибшего Сяо Фэня и вскоре попадает в плен на Летучий Голландец, подчиняющийся Ост-Индской кампании (благодаря украденному сердцу Дэйви Джонса), где командует (от лица лорда Беккета) Джеймс Норрингтон. Там она встречает отца Улла Тёрнера — Прихлопа Билла, находящегося там на службе. Вскоре Джеймс спасает её, на что она отвечает «Не пытайся заслужить моё прощение». Джеймс же отвечает «Я не причастен к гибели твоего отца». В итоге она предлагает ему пойти с ней, но в этот момент их замечают, и он говорит ей идти одной. Элизабет передвигается по веревке, но увидев, что команда «Летучего Голландца» пытается убить Норрингтона, Элизабет хочет вернуться, но Джеймс стреляет в веревку, все заложники и Элизабет падают в воду. А в Джеймса вонзают шпагу. Это всё происходит на глазах у Суонн, она кричит «Джеймс» и плывёт к нему, но члены её команды оттаскивают её. Элизабет прибывает на собрание пиратских баронов, где, благодаря отданному за неё голосу Джека Воробья, она становится первой в истории пиратской Королевой (женский эквивалент Короля). Вместе с Барбоссой и Джеком она встречается с лордом Беккетом, Дэйви Джонсом и пленённым Уиллом. Элизабет предлагает отпустить Уилла в обмен на Джека, на что Беккет отвечает согласием. Когда он предлагает пиратам сдаться, она отвечает «Мы пойдём на бой, а вы погибнете». Элизабет готовится к битве с «Летучим Голландцем», и во время боя Уилл делает ей предложение. Барбосса «венчает» Элизабет и Уилла. Через несколько минут Дэйви Джонс протыкает Уилла шпагой. Сбежавший Джек помогает умирающему Тёрнеру проткнуть выкраденное сердце Дэйви Джонса и спасает Элизабет с тонущего «Голландца». Прихлоп Билл Тёрнер вырезает сердце сына и кладёт его в сундук вместо сердца Джонса, делая его капитаном корабля. Элизабет на «Чёрной Жемчужине», желая мести, готовится к сражению с кораблём Беккета, и во время боя из пучины выныривает «Летучий Голландец». Они расправляются с Беккетом, и остальные корабли Ост-Индской кампании отступают. Элизабет и Уилл сходят на берег, где проводят вместе один день, а затем Уилл отправляется выполнять изначальную работу капитана «Голландца» — переправлять души умерших в море на тот свет и раз в десять лет иметь возможность ступить на берег. В конце фильма после титров есть сцена, где Элизабет вместе с девятилетним сыном ждёт, когда Уилл сойдёт на сушу.

### «Пираты Карибского моря: Мертвецы не рассказывают сказки»
Элизабет появляется лишь в конце фильма после снятия проклятия с Уилла, а также в сцене после титров.